# Norbert Schumbrutzki
Norbert Schumbrutzki (* 13. April 1955) ist ein ehemaliger deutscher Fußballspieler.

## Sportlicher Werdegang
Schumbrutzki entstammte der Jugend der SpVgg Bayreuth, während der Spielzeit 1973/74 rückte der Torhüter beim seinerzeitigen Süd-Regionalligisten in die Wettkampfmannschaft auf und debütierte dort als Einwechselspieler für Wolfgang Mahr bei der 4:6-Niederlage beim FC Bayern Hof im März 1974. In der Folge blieb ihm hinter Mahr die Rolle des Ersatzspielers, der den langjährigen Stammtorhüter auch nach der Qualifikation für die 2. Bundesliga nur jeweils zeitweise vertrat. Beim Gewinn der Vizemeisterschaft der Südstaffel in der Spielzeit 1978/79 kam er zu einem Kurzeinsatz als Einwechselspieler beim 3:3-Remis gegen den SC Freiburg, als er in der Schlussviertelstunde von Heinz Elzner eingewechselt wurde. In den Aufstiegsspielen gegen Bayer 05 Uerdingen stand Mahr zwischen den Pfosten, nach einem 1:1-Remis und einer 1:2-Niederlage verpasste die Mannschaft um Mannschaftskapitän Wolfgang Breuer, Manfred Größler, Rudolf Hannakampf, Herbert Horn, Rolf Kaul und Uwe Sommerer der Sprung in die Bundesliga. Neben dem einen Regionalligaspiel kam er dabei bis zum Abstieg am Ende der Spielzeit 1981/82 zu insgesamt 14 Zweitligaspielen. Anschließend saß er noch in der Bayernliga auf der Ersatzbank, in der Spielzeit 1982/83 bestritt er dabei die letzten beiden seiner Meisterschaftsspiele für den Klub. Zeitweise stand er während seiner aktiven Zeit bei der SpVgg Bayreuth für die Reservemannschaft des Klubs auf dem Spielfeld und sammelte dort Einsatzzeiten.